# Rommel Fernández
Rommel Fernández Gutiérrez, mais conhecido como Rommel Fernández (El Chorrillo 15 de janeiro de 1966 — 6 de maio de 1993), foi um futebolista panamenho que atuava como atacante.

## Carreira

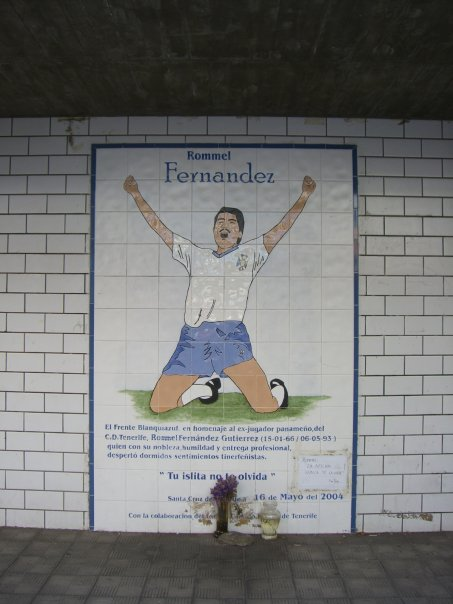
Tributo a Rommel Fernández no Estádio do Tenerife.

Fernández nasceu num bairro de classe baixa de El Chorrillo, cidade do Panamá. Em 1987, o jovem de 21 anos saiu do Alianza para assinar com o Tenerife da Espanha, aonde viveu o melhor momento de sua carreira quando anotou 18 gols em sua segunda temporada levando o clube das Ilhas Canárias a ser promovido pela primeira vez em sua história à La Liga, além de se tornar o primeiro futebolista panamenho a atuar na Europa. Nos anos seguintes, ele também marcou gols, enquanto o clube manteve-se na primeira divisão do futebol nacional. Na campanha da temporada de 1989-90, ele foi eleito o melhor jogador Sul-americano da Liga Espanhola e, no ano seguinte, foi eleito o melhor jogador ibero-americano da competição pela agência de notícias EFE, recebendo o Troféu EFE.
Apelidado de O Panzer, Fernández assinou pelo Valencia em 1991, mas fico a maior parte do tempo na reserva em sua única temporada, marcando apenas dois gols. Posteriormente, ele se mudou para o Albacete Balompié, por empréstimo, ajudando o time de Castela-Mancha a se manter na primeira divisão em sua segunda temporada. Enquanto atuava pelo Albacete, Fernández marcou o seu gol de número 50 na Espanha, contra o seu ex-clube Tenerife.

## Morte
No dia 6 de maio de 1993, depois de voltar de uma refeição com seus companheiros de equipe do Albacete, Fernández morreu vítima de um acidente de carro logo na saída de Albacete, depois de perder o controle do carro e bater a cabeça em uma árvore. Seu primo Ronny Rojo também estava com ele no carro, mas saiu ileso.

## Seleção
Fernández representou inúmeras vezes a Seleção Panamenha de Futebol, fazendo sua estréia no final dos anos 80. Em 1986, durante uma viagem com a seleção nacional para a Espanha para participar do Mundialito de la Emigración, um torneio onde o Tenerife jogou com um time seleto de jogadores com ascendência espanhola, ele se destacou o suficiente para ser oferecido um contrato pelos anfitriões.
O último jogo de Fernández com o Panamá, foi uma derrota de 5 a 1 para a Costa Rica nas eliminatórias para a Copa do Mundo FIFA de 1994, em 23 de agosto de 1992.

## Legado
O Estádio Rommel Fernández, com capacidade para 32 mil pessoas, localizado na Cidade do Panamá, recebeu este nome em homenagem ao lendário atleta.